# گنجوان (هرسین)
قلعه گنجوان (دلفان)، روستایی از توابع شهرستان دلفان، بخش کاکاوند و دهستان کاکاوند غربی است. این روستا از روستاهای مهم و سیاسی ایل کاکاوند به شمار میرود و در زمان ریاست قنبرخان (موسس ایل کاکاوند)، شکرخان و شرف خان قنبری، کرم‌الله خان و محمدباقرخان اعظم السلطنه پایتخت ایل کاکاوند بوده است. این روستا از قدیمی‌ترین روستاهای ایل کاکاوند به شمار می رود.
تپه چغا خزینه گنجوان در این روستا قرار دارد.

## جمعیت
این روستا در دهستان کاکاوند غربی قرار دارد و براساس سرشماری مرکز آمار ایران در سال ۱۳۸۵، جمعیت آن ۱۵۹ نفر (۳۳خانوار) بوده‌است.